# فقط یک داستان عاشقانه دیگر
فقط یک داستان عاشقانه دیگر (به دانمارکی: Kærlighed på film) یک فیلم دلهره‌آور و عاشقانه محصول سال ۲۰۰۷ سینمای دانمارک به کارگردانی اوله بورندال است.

## داستان
زندگی «جوناس» (با بازی برتلسن) به عنوان پدر دو کودک در حومه شهر به هم می‌ریزد. وقتی قربانی یک تصادف رانندگی او را به جای دوست پسرش «سباستین» (با بازی لی کاس) اشتباه می‌گیرد، زندگی‌اش به کلی تغییر می‌کند…